# Šivnik
Šivnik je potok, ki izvira v bližini naselja Zavoglje pri Sostrem. Kot desni pritok se izliva v Ljubljanico.